# Xiaolin Showdown
Xiaolin Showdown è una serie animata statunitense ideata da Christy Hui e prodotta dalla Warner Bros.; trasmessa inizialmente, in USA e in Italia, su Cartoon Network, si compone di 52 episodi distribuiti nell'arco di tre stagioni.

Ambientata in un mondo magico e fantastico, la serie racconta delle avventure di quattro giovani monaci shaolin in allenamento, che lottano contro le forze del male. La loro maggiore preoccupazione è quella di proteggere e custodire gli Shen Gong Wu, antichi artefatti magici, dalle grinfie dei malvagi, come mafiosi, scienziati pazzi, streghe, signori dell'oscurità, creature magiche, bestie selvagge.
Nel 2013 ha debuttato un retcon della serie, dal titolo Xiaolin Chronicles, prodotta in Canada e in onda su Disney XD.

## Trama
La trama si sviluppa frequentemente sul ritrovamento di uno Shen Gong Wu, a cui segue disputa e un onorevole duello finale, disputato secondo regole magiche, che prende appunto il nome di Xiaolin Showdown.
Circa 1500 anni fa il Gran Maestro Dashi sconfisse la crudele strega Heylin Wuya, intrappolandola in una scatola magica, grazie all'uso di potenti oggetti magici, gli Shen Gong Wu. Per evitare che questi finissero nelle mani sbagliate, egli ordinò al suo giovane drago Dojo di nascondere gli oggetti in vari luoghi del mondo.
Nel presente, il giovane genio del male Jack Spicer libera involontariamente Wuya dalla sua prigionia, e la strega, imprigionata in una forma spettrale, lo mette al corrente degli Shen Gong Wu. Alleatosi con la strega per la ricerca degli oggetti e il conseguente dominio del mondo, Jack Spicer è però ostacolato da quattro giovani monaci Shaolin: Omi, Kimiko, Raimundo e Clay (rispettivamente aspiranti maestri dell'acqua, del fuoco, del vento e della terra), guidati dal maestro Fung e dallo stesso drago Dojo. Con il susseguirsi degli episodi la trama si complica, compaiono nuove abilità, nuove armi e nuovi terribili nemici.
La creatrice della serie ha affermato che, malgrado la crescita della popolarità degli anime negli Stati Uniti, ha preferito creare una serie che fosse una "fusione fra la cultura orientale e quella occidentale" (fusion of Eastern and Western culture), e che questa sua volontà è evidente nell'opera.
Xiaolin Showdown mostra sottili influenze orientali nei disegni, nell'azione e nella filosofia, ma include anche molto Western nei personaggi e nell'umorismo.

## Personaggi

### Buoni

Omi, il protagonista della serie

- Omi: è un ragazzo molto presuntuoso e sicuro di sé, diligente, rispettoso dei suoi insegnanti, molto bravo nelle arti marziali, obbediente ed in ogni occasione ha sempre la divisa da monaco, nonostante la sua presunzione riconosce sempre i suoi errori e se ne vergogna profondamente; Chase Young lo individua come colui che è destinato a sconfiggerlo e con l'inganno riesce a farlo passare dalla parte del male. Il suo aspetto fisico è preso in giro spesso dagli altri personaggi, ed è molto simile in certi aspetti a quello di un cinese caricaturale: occhi a mandorla, colore della pelle giallo, testa grande e rotonda, assenza di capelli e bassa statura. È orfano e vive dalla nascita nel tempio, di conseguenza, è ingenuo riguardo al mondo esterno. Una sua gag ricorrente infatti, consiste nel fatto che sbagli di continuo proverbi o modi di dire. Ha paura degli scoiattoli. In testa, nei combattimenti, si illuminano nove punti luminescenti (che ricordano i nei di Crilin in Dragon Ball), le quali rappresentano il suo "istinto della tigre" e il suo massimo potenziale combattivo. Lui è il Dragone dell'acqua. Una curiosità: i punti sulla testa indicano anche il Chi del ragazzo. Infatti quando combatte dalla parte degli Xiaolin i punti sono disposti a formare un quadrato; mentre dopo l'inganno di Chase Young che ha portato Omi a schierarsi temporaneamente con gli Heylin, i punti che ha sulla testa erano disposti come un rombo.
- Raimundo Pedrosa: è un ragazzo brasiliano dall'indole ribelle  ed anche patriottica. È stato anche dalla parte del male (si allea con Wuya per avere tutto quello che desidera, essendo anche un po' montato), ma è talmente legato agli amici che li salva in qualunque occasione. Si finge duro e distaccato ma il suo cuore in realtà è d'oro, anche se non lo dimostra. È un ragazzo alto, con capelli scuri e preferisce sbrigare le cose in modo facile. Inoltre ha paura delle meduse ed è segretamente innamorato di Kimiko. Alla fine sarà proprio lui a diventare il capo del gruppo in quanto nella sfida finale è l'unica che non perde la speranza e con saggezza guida gli altri monaci alla vittoria diventando il Dragone Shoku e ottenendo anche la benedizione ed il profondo rispetto di Omi. Lui è il Dragone del vento.
- Kimiko Tohomiko: è una ragazza giapponese proveniente da una famiglia molto ricca (il padre è un importante magnate giapponese di videogiochi), è sempre alla moda ed è l'unico personaggio a cambiare in continuazione pettinatura e vestiti. Kimiko è molto intelligente, coraggiosa e orgogliosa, non ha nessuna paura di farsi sentire, anche se spesso risulta irascibile e scostante. È anche un genio informatico. Si arrabbia spesso per i dispetti da parte di Raimundo, che gli perdona sempre poiché innamorata di lui. Ha una carnagione molto chiara e dei capelli neri. Ha paura della sua vecchia bambola. Lei è il Dragone del fuoco.
- Clay Bailey: è un ragazzo texano molto robusto e alto, con gli occhi azzurri sempre coperti da un ciuffo di capelli biondi, ha sempre un cappello in testa anche quando rimane al tempio e non se lo toglie quasi mai, ma sotto la scorza rude è in realtà un giovane onorevole, saggio e fedele. A causa delle sue buone maniere da gentiluomo, non litiga mai con le ragazze. Le uniche volte in cui si arrabbia davvero e quando qualcuno prende o distrugge il suo amato cappello. È molto forte ed ha una sorella uguale a lui dalla quale in uno Xiaolin Showdown è stato battuto. Stima molto il padre, dal quale cerca sempre un'approvazione nei suoi confronti, ed ha paura di sua nonna. È il Dragone della terra. Come Raiumundo, adora il suo paese d'origine (il Texas).
- Dojo Kanojo Cho: è un drago di 1500 anni saggio e affezionato al maestro Fung e normalmente ha le dimensioni di una lucertola, non ha i piedi ed e capace di avvertire la presenza degli Shen Gong Wu (ne è allergico), sa usare molto bene lo yo-yo ed a anche la capacità di cambiare forma e aspetto (può diventare un grande drago, una persona o un oggetto); era il drago di Dashi che ha nascosto gli Shen Gong Wu.
- Maestro Fung: è un monaco anziano molto saggio e sapiente, nonostante la suà eta è ancora molto forte e agile. Conosce molti proverbi cinesi (presi da un calendario e che, a detta sua, si scrive nell'interno delle palpebre), ed è molto melodrammatico. La sua frase celebre è: questa è la fine del mondo a noi conosciuto!

### Cattivi
- Jack Spicer: Il nemico più ricorrente della serie, è un ragazzo molto pallido, con capelli e occhi rossi e si veste sempre di nero. È lui che inavvertitamente libera Wuya nel primo episodio e con cui spesso si allea alla ricerca degli Shen Gong Wu per dominare il mondo, fallendo quasi sempre. Si crede un crudele principe delle tenebre ma in realtà è molto pauroso (ha paura dei clown) e nonostante sia bravo nei campi della robotica e dell'informatica, non sconfigge quasi mai i monaci Xiaolin. Spesso capita che li aiuti quando appaiono dei nemici più forti. In una puntata si scopre che Jack cerca di dominare il mondo perché si sente minuscolo e insignificante, (ciò fa emergere la sua scarsa auto stima), e rifiuta di stare dalla parte dei buoni perché ha paura di fallire anche ad essere buono, proprio come ha fallito ad essere malvagio.
- Wuya: è una strega di 1500 anni sconfitta dal Gran Maestro Dashi e rinchiusa in una scatola di legno sotto forma di spirito. Molto tempo dopo è stata liberata per sbaglio da Jack nel primo episodio, con cui stringe alleanza (anche se in più occasioni lo abbandona in favore di altri alleati). Il suo obiettivo è usare gli Shen Gong Wu per riguadagnare un corpo tangibile insieme ai suoi poteri magici. Con l'aiuto di Raimundo, riesce nel suo obbiettivo e a dominare per poco tempo il mondo, finché Raimundo non la rinchiuderà nella scatola magica e sarà nuovamente liberata da Katnappe e presa come aiutante da Chase Young. È così pericolosa nella sua vera forma che quando Chase Young le restituisce il corpo si premura di non restituirle tutto il suo potere. Lei, come Dojo, ha la capacità di percepire il risveglio degli Shen Gong Wu, ma non ha bisogno della pergamena per determinarne il potere.
- Chase Young: Un cattivo introdotto nella seconda stagione come una minaccia malvagia ancora più grande di Jack. In origine era anche lui un giovane apprendista monaco Xiaolin ma Hannibal Roy Bean lo ha corrotto dicendogli che l'altro allievo monaco e amico, Guan, lo avrebbe superato e sarebbe diventato maestro al suo posto; così Chase ha bevuto la zuppa Lao Mang Long (zuppa dei dragoni, che dona eterna giovinezza e forza, ma corrompe l'anima). In seguito ha riconosciuto nel socio un rivale, e lo ha rinchiuso nel mondo Yin-Yang per molto tempo. È considerato un grande combattente di arti marziali, fra i migliori al mondo. La sua vera forma è quella di un drago verde a strisce. Chase usa raramente gli Shen Gong Wu in battaglia poiché afferma che lo distraggono dall'affinare le sue abilità nelle arti marziali, ma mostra interesse per quelli più rari o che i monaci possono utilizzare per interferire nei suoi piani. Comanda inoltre un esercito di tigri, leoni e pantere, i quali non sono altro che maestri marziali da lui sconfitti in passato. Durante la seconda stagione, complotta per portare Omi dalla parte del male come parte di un complotto per governare il mondo. Ci riesce, ma in seguito lo lascia libero per una questione d'onore.
- Hannibal Roy Bean: minuscolo mostro delle dimensioni di un fagiolo, con alcuni peli in testa e due filamenti al posto delle braccia. Ha un uccello chiamato Ying Ying che gli serve da mezzo di trasporto e da letto, ed ha un'armatura sproporzionatamente grande che "indossa" raramente per apparire più intimidatorio. Il suo Shen Gon Wu preferito sono i Bracciali Trasformanti, che gli permettono di cambiare le dimensioni del suo corpo secondo la sua immaginazione. Venne accidentalmente liberato da Omi dalla prigione in cui l'aveva rinchiuso Chase Young, dopo che, con i Bracciali Trasformanti, si era trasformato in Jack Spicer.

### Personaggi secondari
- Maestro Guan: Un leggendario maestro di arti marziali che ha girato il mondo una dozzina di volte e ha sconfitto molti avversari usando solo la sua famosa Lancia di Guan che è stata poi data a Omi (la sua copia preferita della Lancia di Guan è stata data a Raimundo). Fa la sua prima apparizione nella serie scambiando Dojo con Chase Young, che intendeva usarlo nella sua zuppa Lau Mang Long, per riavere la sua lancia. Aiuta anche i giovani monaci nell'addestramento al combattimento. Ha il suo tempio su una scogliera vicino all'oceano, dove i giovani monaci stanno e conservano gli Shen Gong Wu mentre li allena.
- Jermaine: Un ragazzo afroamericano di New York che diventa amico di Omi. È abile nel basket e in seguito è diventato un monaco Xiaolin di livello guerriero Wudai, dopo essere stato allenato da Chase Young.
- Gran Maestro Dashi: è considerato il più grande guerriero mai vissuto, 1500 anni fa ha sconfitto Wuya; insieme a Dojo ha nascosto tutti gli Shen Gong Wu, senza farseli rubare da falsi nemici.
- Jackbot: Un'apparente legione infinita di robot costruiti da Jack Spicer, che fungono da suoi servitori per tutta la serie. Sebbene in genere vengano mostrati con un design uniforme, i Jackbot possono essere riprogettati per esigenze o circostanze specifiche. Di solito sono quelli che vengono distrutti dagli attacchi dei monaci o di altri personaggi.
- Katnappe: Il cui vero nome è "Ashley", è una ragazza che ha incontrato Jack Spicer a una delle feste dei suoi genitori, e successivamente si è unita a lui e Wuya. Mostra la sua affinità per i gatti vestendosi con un costume che consiste in una tuta attillata con stivali col tacco, un copricapo e orecchie di gatto. Contrariamente a gli altri cattivi della serie, ha scarso interesse per il dominio del mondo, preferendo gli agi della ricchezza.
- Tubbimura: è un sumo ninja che ha un'incredibile elasticità della pancia e, a dispetto delle dimensioni, una notevole agilità. Viene sconfitto dai monaci Xiaolin numerose volte.
- Vlad: venditore russo molto forte, si infiltra su ordine di Jack nel tempio, ma viene sconfitto dai monaci Xiaolin.
- Panda Bubba: è un mafioso, uno dei più grandi criminali di Hong Kong, che vuole diventare il signore del crimine del mondo intero, mediante gli Shen Gon Wu. Si allea per due volte con Jack, tradendolo in entrambe le occasioni.
- Mala Mala Jong: demone-guerriero formato da molti Shen Gong Wu. Lo si può evocare unendo al Cuore ed all'Elmo di Jong determinati Shan Gong Wu, che ne costituiscono gli arti, durante un allineamento planetario.
- Terribili quattro: fratelli di Mala Mala Jong, creati da lui stesso con l'anello dei Nove Draghi.
- Ciclope: gigantesco e viscido essere monocolo che Wuya e Jack Spicer avevano ingaggiato per ottenere più Shen Gong Wu; può sparare un raggio micidiale dall'occhio, ed è stupido oltre misura.
- Chucky Choo: rivale di Dojo perché gli ha rubato lo yo-yo di famiglia, vende Shen Gon Wu falsi. Viene sconfitto da Dojo.
- Mostri di Pietra: servi di Wuya dalla forza inimmaginabile, ma vennero distrutti dai maestri.
- Uccello Ying-Ying: quando compare significa che Hannibal Roy Bean è nelle vicinanze, ma in passato era un pappagallo al servizio di Jack Spicer, anche se viene sconfitto.
- Uccello del paradiso: si camuffa da anziana che preannuncia l'arrivo del suddetto volatile, anche se lei stessa è l'uccello del paradiso. È in grado di esaudire qualunque desiderio.
- Jessy: è la sorella minore di Clay. È a capo di una banda di motocicliste e come il fratello sembra rude. Nonostante si atteggi da indole malefica aiuta sempre suo fratello maggiore nei momenti di necessità.

Buona parte dei personaggi è apparsa anche nello spin-off Xiaolin Chronicles con l'apparenza di nuovi personaggi come un nuovo, ma vero e benefico Chase Young come monaco Xiaolin che ama l'arte della magia bianca senza mangiare la Zuppa del Male per mantenere attualmente la sua giovinezza, e Ping Pong, un giovane monaco europeo fan di Omi. Troviamo anche Shadow, tirapiedi della versione impostore di Chase Young che sotto le mentite spoglie di una giovane e ammaliante ragazza di nome Willow tenta di infiltrarsi tra i monaci Xiaolin, ma la stessa Willow ce l'ha fatta ad unirsi ai monaci Xiaolin, dopo essersi ribellata a tradimento dal suo corrotto e malefico alter ego ed è stata l'unica ragazza, monaca Xiaolin a sconfiggere tutti gli Heylin datosi che Omi, Kimiko, Raimundo, Ping Pong, i veri e benefici Wuya, Chase Young e Jack Spicer, Clay e Willow dovrebbero sconfiggere Shadow, il falso e malefico Chase Young da impostore nella vera forma di Drago e tutti i nemici già ostacolati per far crollare l'Impero degli Heylin nella battaglia finale dopo aver distrutto il Seme Heylin.

## Elementi mistici

### Shen Gong Wu
Il fulcro della serie è la raccolta degli Shen Gong Wu, artefatti mistici dotati di poteri magici, attivati pronunciando ad alta voce il nome dell'artefatto. La liberazione di Wuya ha fatto sì che gli Shen Gong Wu si rivelassero. Sono usati principalmente negli Xiaolin Showdown. Il primo Xiaolin Showdown è stato tra Dashi e Wuya. È stata una grande battaglia, in cui Dashi ha usato gli Shen Gong Wu contro la magia Heylin di Wuya. Alla fine, Dashi è stato il vincitore e Wuya è rimasta intrappolata in una scatola di puzzle mistica. Determinati a garantire che Wuya non sarebbe stata in grado di mettere le mani sugli Shen Gong Wu e governare il mondo con loro, Dashi e Dojo li hanno nascosti in tutto il mondo. Dashi ha quindi creato il Tempio Xiaolin e ha iniziato una stirpe di Guerrieri Xiaolin per impedire che gli Shen Gong Wu cadessero nelle mani sbagliate. Se Wuya fosse mai stato liberata, i guerrieri Xiaolin si sarebbero ribellati e avrebbero combattuto le forze degli Heylin.
Uno Shen Gong Wu può essere localizzato solo quando sceglie di rivelarsi, a quel punto sia Wuya che Dojo possono percepire la sua attivazione e possono trovare la sua posizione generale. Wuya può dire quale Shen Gong Wu ha rivelato, mentre i monaci devono fare riferimento all'Antica Pergamena dello Shen Gong Wu per scoprire quale è stato rivelato. Chase Young è anche in grado di anticipare quando viene rivelato un nuovo Shen Gong Wu.
Ci sono due occasioni in cui gli eventi astronomici influenzano gli Shen Gong Wu. Quando i pianeti si allineano, gli Shen Gong Wu si riuniscono per formare Mala Mala Jong. Quando la rara cometa di Heylin vola sopra la Terra, gli Shen Gong Wu prendono vita e prendono il controllo del suo utilizzatore. Raimundo è stato soggetto alla magia della cometa di Heylin nell'episodio "L'ultima tentazione di Raimundo", ed è  stato mutato in un gigantesco bruto mostruoso finché la cometa non è passata.
In totale gli Shen Gong Wu sono 100 (compresi gli inediti e le Armi Wudai):
- Moneta della Mantide (Mantis Flip coin): dopo averla lanciata come nel gioco "Testa o croce" e averla ripresa, dona a chi la usa un'agilità straordinaria
- Tunica Salva-vita (Two-ton Tunic): è un'armatura giallo paglierino di stoffa che diventa pesantissima ed indistruttibile quando attivata e protegge egregiamente il corpo. Una gag ricorrente e riferente al nome inglese (che tradotto è "tunica da due tonnellate") è che spesso l'utilizzatore, eccezion fatta per Clay, non è sufficientemente fisicamente capace di sostenere il peso della tunica quando attivata
- Occhio di Dashi (Eye of Dashi): è un medaglione romboidale che spara fulmini (unito all'elemento fuoco di Kimiko produce anche quest'ultimo)
- Lanterna di Sun-Chi (Sun Chi Lantern): fa assorbire all'utilizzatore l'energia, i poteri o le capacità di chi viene colpito dal raggio di luce della lanterna
- Globo di Tornami (Orb of Tornami): è una sfera blu-celestina che può generare l'acqua nei suoi tre stati in quantità praticamente infinita; è lo Shen Gong Wu preferito da Omi
- Stella Hanabi (Hanabi Star): è una stella che produce luce, ma se lanciata produce fuoco; è lo Shen Gong Wu preferito da Kimiko
- Pugno di Tebigong (Fist of Tebigong): è un guanto di ferro che potenzia il proprio pugno; è lo Shen Gong Wu preferito da Clay
- Spada della Tempesta (Sword of the Storm): è una spada che produce vento, tempeste e tifoni e permette di controllarli; ma non può essere usata come una normale spada perché passerebbe attraverso le altre armi (in quanto la lama stessa è fatta di vento). Può essere combinata con l'Occhio di Dashi ed è lo Shen Gong Wu preferito da Raimundo
- Elmo di Jong (Helmet of Jong): è un elmo che dà la capacità di vedere dietro la nuca a chi lo indossa
- Artigli della Tigre d'oro (Golden Tiger Claws): sono degli artigli che se sfoderati producono un tunnel dimensionale capace di teletrasportare colui che lo attraversa ovunque voglia
- Rio Inverso (Rio Reverso): permette di far ritornare un oggetto nella materia prima da cui è stato prodotto o allo stato precedente, ad esempio il petrolio diventa un dinosauro
- Lingua di Saiping (Tongue of Saiping): permette di comunicare con qualsiasi animale e capirlo
- Occhio del Falco (Falcon's Eye): permette di vedere attraverso gli oggetti, di vedere al buio e funziona anche come cannocchiale
- Cortina d'Ombra (Shroud of Shadow): è un mantello grigio che rende invisibili
- Anello dei nove draghi (Ring of the Nine Dragons): può dividere fino a 9 volte la persona che lo indossa. Ciò comporta però anche una divisione della personalità, dell'intelligenza e delle proprie forze
- Elmo di Mushu: Stessa funzione della Tunica Salvavita, solo che protegge la faccia invece del torso.
- Terzo braccio (Third Arm Sash): è una sciarpa da legare al torso che funge come (appunto) un terzo braccio completamente controllabile e che si può allungare a dismisura. Se usato da Clay diventa di roccia
- Drago Zaffiro (Sapphire Dragon): È uno Shen Gong Wu vivente. Essenzialmente è un drago che trasforma in statue di zaffiro viventi e sotto il suo controllo qualsiasi cosa tocchi con il suo fuoco magico, può essere indebolito e fermato solo se ricoperto di fuliggine vulcanica (o di drago)
- Dito d'oro (Golden Finger): è un guanto che ferma momentaneamente il tempo del bersaglio
- Mosca della Manciuria (Manciurian Musca): permette a chi la utilizza di trasformarsi in una mosca
- Yo-Yo Yin: è uno yo-yo che apre un varco per il mondo Yin-Yang (se si esce dal mondo Yin-Yang senza entrambi gli yo-yo, il proprio Chi cambia, rendendo i buoni malvagi e viceversa). Unito alla sua controparte, lo Yo-Yo Yang, forma lo Yo-Yo Yin-Yang
- Yo-Yo Yang: ha lo stesso effetto dello Yo-Yo Yin (se si esce dal mondo Yin-Yang senza entrambi gli yo-yo, il proprio Chi cambia, rendendo i buoni malvagi e viceversa). Unito alla sua controparte, lo Yo-Yo Yin, forma lo Yo-Yo Yin-Yang
- Manta d'Argento (Silver Manta Ray): è uno Shen Gong Wu da trasporto. È una navicella a forma di manta che può viaggiare in aria ed in acqua
- Branchie di Hamachi (Gills of Hamachi): è un collare che permette di respirare sott'acqua rendendo l'utilizzatore un uomo-pesce dalla pelle verde
- Tunnel Armadillo: è uno Shen Gong Wu da trasporto, è una scavatrice a forma di armadillo
- Pettine immobilizzante (Tangle Web Comb): è un pettine che immobilizza l'avversario con delle corde impossibili da sciogliere, per utilizzarlo è necessario un gran controllo ed una gag ricorrente questo Shen Gong Wu è il fatto che lo stesso utilizzatore venga immobilizzato dal pettine. Il nome in inglese si riferisce al fatto che il pettine immobilizza come una ragnatela.
- Spina del Fulmine (Thorn of Thunderbolt): sprigiona raggi elettrici e piccoli fulmini che elettrificano il nemico
- Sabbie del Tempo (Sands of Time): è una clessidra che permette i viaggi nel tempo, tanto nel passato quanto nel futuro
- Rubino di Ramses (Ruby of Ramses): è un rubino che permette di far levitare gli oggetti
- Ali ai piedi (Fancy Feet): sono dei sandali blu che permettono di far correre a velocità impressionante chi li indossa. I sandali sono basati sui mitici sandali di Mercurio, messaggero degli dei dell'Olimpo
- Sfera del Fulmine (Shard of Lightning): permette di muoversi alla velocità della luce, ma per poco tempo; il nome inglese si riferisce proprio al fatto che permette di andare come i fulmini per poco tempo in quanto "shard" significa "frammento", in questo caso riferito al lasso di tempo di utilizzo
- Imperatore Scorpione (Emperor Scorpion): è uno scorpione che permette di controllare tutti gli altri Shen Gong Wu, è presente in soli due episodi, in tutti gli altri non viene neanche nominato.
- Guanto di Jisaku (Glove of Jisaku): è un guanto che attrae gli oggetti desiderati. Le due estroflessioni presenti ai lati del guanto, per le proprietà magiche dello stesso, ricordano un magnete "a ferro di cavallo"
- Osso dello Zombie (Zing Zom-bone): è un osso che trasforma le persone in zombie e viceversa, tali zombie obbediranno agli ordini di chi li ha trasformati
- Ali di Tinabi (Wings of Tinabi): sono ali che permettono di volare lasciando come scia un arcobaleno, il volo però è senza controllo
- Aquilone del Drago (Longi Kite): è un aquilone di carta a forma di drago che, posizionato sulla schiena, permette di volare. A differenza delle Ali di Tinabi però è possibile controllare il volo
- Specchio Invertente (Reversing Mirror): è uno specchio che inverte gli effetti degli Shen Gong Wu
- Coda del Serpente (Serpent's Tail): è una piccola coda di serpe che permette di passare attraverso gli oggetti; se utilizzata assieme allo Specchio Invertente può ridare corpo e poteri a uno spirito immateriale come Wuya
- Telescopio dell'Aquila (Eagle Scope): è un cannocchiale/binocolo che permette di vedere lontano "come un'aquila" e può manipolare l'intelligenza degli animali e degli esseri viventi. Unito alla Fontana di Hui permette di trovare la risposta a qualsiasi domanda poiché filtra le informazioni che la fontana offre
- Fontana di Hui: È una specie di corona che rilascia conoscenza ed informazioni sotto forma di un flusso d'acqua, ma le conoscenze date sono casuali e quasi mai coincidono con i bisogni dell'utilizzatore. Inoltre il prolungato utilizzo è nocivo in quanto le troppe informazioni vengono dette in ordine casuale e senza controllo dall'utilizzatore dello Shen Gong Wu e allo stesso utilizzatore per il troppo sapere si gonfia la testa fino a scoppiare. Unito al Telescopio dell'Aquila permette di trovare la risposta a qualsiasi quesito
- Bracciali Trasformanti (Moby Morpher): Sono bracciali neri che permettono di cambiare il proprio aspetto in qualsiasi cosa
- Lasso (o Lazo) Boa-Boa: è un lazo a forma di un lunghissimo boa che cattura l'avversario impedendogli di fuggire. Viene utilizzato spesso da Clay in quanto viene dal Texas
- Bastone della Scimmia (Monkey Staff): è un bastone che dà le abilità di una scimmia. Un lungo utilizzo provoca la perdita della volontà umana con trasformazione parziale, sia fisica che psicologica, in scimmia. Lo utilizza spesso Jack Spicer
- Ali della Farfalla (Monarch Wings): Shen Gong Wu facente parte del "Mosaico a scaglie", permette di stordire l'avversario facendolo sentire male. Inoltre permette il passaggio degli spiriti in una forma solida senza che essi debbano possedere qualcuno. Il nome inglese dello Shen Gong Wu si riferisce alla livrea delle ali della Farfalla Monarca, che da la forma a questo Shen Gong Wu.
- Mosaico a scaglie (Mosaic Scale): questo Shen Gong Wu è una trappola per spiriti e contiene al suo interno uno spirito maligno di nome Sibini che può creare caos prendendo il controllo delle persone. Combinato con le "Ali della Farfalla" fa diventare Sibini invincibile e indipendente dall'avere un corpo ospite
- Atomo di Kuzusu (Kuzusu Atom): nonostante sia piccolo è forse lo Shen Gong Wu più potente, potendo cancellare gli atomi degli oggetti e gli stessi Shen Gong Wu, creando in seguito grandi esplosioni. Ha la forma di un fiore di loto arancio ma quando non è utilizzato i petali sono chiusi
- Spara sballo (Woozy Shooter): è una specie di corno che produce del fumo, questo fumo rende chi lo respira momentaneamente in uno stato di "sballamento" nel quale non si riesce più a ragionare lucidamente
- Medaglione della luna: (Lunar Locket): permette di controllare la Luna, le fasi lunari ed il suo moto oltre che il giorno e la notte
- Cuore di Jong (Heart of Jong): rende animati gli oggetti inanimati. Unito all'Elmo di Jong, al Pugno di Tebigong, al Terzo Braccio, alla Tunica Salva-vita, all'Occhio di Dashi, alla Cortina d'Ombra, all'Aquilone del Drago, agli Artigli della Tigre d'Oro e agli Stivali a reazione mentre è in corso un allineamento planetario, il Cuore di Jong libera uno spirito maligno estremamente potente: Mala Mala Jong
- Topo Hodoku (Hodoku Mouse): permette di riparare agli errori fatti
- Coniglietto Denshi (Denshi Bunny): permette di diventare elettricità pura e passare attraverso cavi elettrici
- Sfera di Jun (Sphere of Jun): è una sfera che permette di scambiare i propri poteri con quelli dell'avversario intrappolato nella sfera stessa
- Formiche nemiche (Ants in the pants): è una trappola che produce formiche che attaccano il nemico entrando sotto i vestiti. Il nome inglese si riferisce ad un prurito diffuso e sottocutaneo che anche se grattato non passa, definito in inglese come "ants in the pants", "formiche nei pantaloni"
- Bacchette Mutanti (Changing Chopsticks): sono delle bacchette che rendono la persona che le usa alle dimensioni di un chicco di riso
- Conchiglia leggi pensieri (Mind Reader Conch): è una conchiglia che permette di leggere la mente degli avversari che si trovano nel suo raggio d'azione
- Sputa seta (Silk Spitter): è una pistola che può sparare grandi quantità di seta, immobilizzando l'avversario
- Geyser Wushan: fa dimenticare un definito lasso di tempo
- Stivali a reazione (Jetbootsu): permette a chi li indossa di non subire gli effetti della gravità, e quindi permette di volare e camminare sui muri
- Scudo Scarafaggio (Black Beetle): diventa un'armatura immune al calore che può sopportare persino quello del nucleo della Terra
- Puma acquattato (Crouching Puma): Shen Gong Wu da trasporto, si trasforma in un mezzo multi-terreno molto veloce ed agile, adatto soprattutto per la giungla
- Shen-Canguro (Shen-Ga-Roo): Shen Gong Wu da trasporto, si trasforma in un grande canguro che trasporta i passeggeri nel marsupio saltando gli ostacoli dell'ambiente
- Trappola volante (Ju-Ju Flytrap) : un fiore da cui esce uno sciame di api. Nella serie animata l'oggetto è anche chiamato Acchiappamosche Ju-Ju
- Ombra della Paura (Shadow of Fear): permette di entrare nei sogni altrui e scatenare le loro più grandi paure, a volte anche materializzandole
- Sandali gambalunga (Monsoon Sandals): permette di allungare le proprie gambe a piacimento
- Loto tiramolla (Twisting Lotus): fa diventare il corpo dell'utilizzatore estremamente flessibile, come fosse di gomma, permettendogli movimenti del corpo prima impossibili
- Dolce bebè fra di noi (Sweet Baby Among Us): quando azionato questa piccola statua diventa un bebè gigante d'oro che lancia pannolini avvolgenti e immobilizzanti. Lo Shen Gong Wu ricorda le statue del "Buddha felice"
- Frangi Ombra (Shadow Slicer): crea degli ologrammi dell'utilizzatore che fungono a distrarre il nemico
- Braccia di Mikado (Mikado Arm): rende le braccia muscolose e fortissime
- Occhiali di Cristallo (Crystal Glasses): permettono a chi li indossa di prevedere il futuro
- Locusta Pietra di luna (Moonstone Locust) : è una pietra che emette delle locuste bianche che divorano tutto. È anche l'unico Shen Gong Wu che può fermare il Seme Heylin
- Cannone Esplosivo (Cannon Blaster): è un cannone che spara qualsiasi cosa si metta all'interno sotto forma di palla

### Inediti
- Concilia-sonno: fa addormentare i nemici
- Hippa-hoppa: fa fare discorsi in rima a tutti gli utilizzatori
- Perla di LiBai: fa poetare gli avversari senza controllo cosicché non possano capirsi
- Cubo di Haniku: crea situazioni ironiche per gli avversari
- Elmo di Nettuno: permette di controllare l'aria attorno a sé
- Ninja Sash: crea un gemello identico dell'utilizzatore
- Bubble brains: permette alla propria coscienza di avere un corpo solido
- Zampa polare: ti trasforma in un orso polare permettendoti di resistere al freddo
- Maschera di Rio: permette all'utilizzatore di mimetizzarsi con l'ambiente circostante
- Sciabola di Komori: controlla la gravità così da non perdere mai l'equilibrio
- Piramide di Indigo: inverte la mentalità dell'avversario. Unito allo Specchio Invertente cambia le menti di utilizzatore e bersaglio
- Scanner di Haiku: traduce ogni lingua, codice o scrittura
- Attacco del Toro: trasforma l'utilizzatore in un toro infuriato
- Bastone dell'Orso: trasforma l'utilizzatore in un orso grizzly
- Serpenti del pericolo: sono scarpe che permettono di evitare il pericolo più vicino (hanno una mentalità propria)
- Genio Muu-Muu: può convertire il Chi di qualcuno, come lo Yo-Yo Yin-Yang incompleto
- Fu-fu Dog: Shen Gong Wu da trasporto, è un cane che diventa un camper
- Culver cristal: crea bolle di luce che abbagliano l'avversario con molti flash
- Preying Monster: trasforma l'utilizzatore in un mostro basato sulla mantide
- Stella Arcobaleno: crea illusioni ottiche facendo vedere ciò che desidera il bersaglio

Gli Shen Gong Wu inediti sono apparsi solamente nelle carte uscite negli Stati Uniti.

### Armi Wudai
Nella serie compaiono delle armi Wudai, l'incarnazione stessa dell'elemento di un guerriero dragone Xiaolin. Infatti questi artefatti mistici non sono Shen Gong Wu e non sono ammessi negli Xiaolin Showdown.
Esse sono:
- Omi: Bastone di Shimo (Shimo Staff), è un bastone grande come una mano, è fatto di acqua solida ed è dotato di vita propria. Può mutare in qualunque arma. È l'incarnazione dell'elemento acqua
- Raimundo: Alabarda della Nebulosa (Blade of the Nebula), è una alabarda con una catena formata da un tornado. È l'incarnazione dell'elemento vento
- Kimiko: Dardi Maliardi (Arrow Sparrow), una borsa piena di dardi a forma di aquila che prendono fuoco e esplodono quando si scontrano con qualcosa. È l'incarnazione dell'elemento fuoco
- Clay: Boomerang Celeste (Big Bang Meteorang), un boomerang che può dividersi, avere molte lame e tagliare qualsiasi cosa, a volte crea lampi. È l'incarnazione dell'elemento terra
- Maestro Guan: Lancia di Guan, non possiede qualità magiche o mistiche ma è fatta di legno molto duro e resistente e può lanciare la punta della lancia come una freccia

Le armi e le abilità dei Dragoni Wudai possono essere potenziati da degli Shen Gon Wu speciali. Sono dei bracciali che permettono di dare la padronanza degli elementi. E sono:
- Quello dell'acqua (usato da Omi), è lo Spirito di Kaijin (Kaijin Charm);
- Quello del fuoco (usato da Kimiko), è il Cristallo di Drago (Cats Eye Draco);
- Quello del vento (usato da Raimondo), è la Cresta del Condor (Crest of Condor)
- Quello della terra (usato da Clay), è il Toro dalle lunghe orna (Longhorn Taurus).

### Xiaolin Showdown
Quando più di una persona afferra uno Shen Gong Wu contemporaneamente, si verifica uno Xiaolin Showdown. In questa competizione, ogni parte scommette uno Shen Gong Wu che già possiede. In alcuni casi, i concorrenti invocano uno "Shen Yi Bu Dare", dove vengono scommessi più Shen Gong Wu (solitamente due). Il vincitore ottiene tutti gli Shen Gong Wu per cui ha combattuto, per un totale di cinque Shen Gong Wu. In alcuni casi, quando più di due persone toccano uno Shen Gong Wu contemporaneamente, si verifica un diverso tipo di Xiaolin Showdown: lo "Showdown Trio" è uno Showdown due contro uno o tre persone tutti contro tutti, uno "Xiaolin Showdown Tsunami" è uno Showdown due contro due o quattro persone tutti contro tutti e uno "Xiaolin Showdown a otto" è uno Showdown quattro contro quattro. In genere, i concorrenti usano lo Shen Gong Wu con cui hanno scommesso per competere. Tuttavia, ci sono stati casi in cui uno Shen Gong Wu non scommesso è stato usato, come nell'episodio "L'ultima tentazione di Raimundo" quando Wuya ha usato la "Cortina d'ombra" contro i monaci mentre possedeva Raimundo. 
La sfida in uno Xiaolin Showdown può essere qualsiasi cosa, ma più comunemente è una sorta di gara allo Shen Gong Wu. Quando viene attivato lo showdown, il mondo si deforma intorno ai concorrenti e agli astanti, e il terreno su cui si trovano diventa estremo, come un pendio di montagna che diventa un campo di pilastri di roccia, o un campo di neve che diventa un grande percorso di snowboard. Alcuni Showdown hanno anche influenzato i partecipanti, come l'aumento di peso per un incontro di sumo. La sfida inizia ufficialmente dopo il cambiamento, e quando entrambi (o tutti) i combattenti urlano "Gong Yi Tanpai!". Alla fine dello showdown, il terreno torna alla normalità, e il vincitore ottiene il possesso di tutti gli Shen Gong Wu scommessi.
Omi diede inavvertitamente il nome alla competizione quando viaggiò indietro nel tempo nell'episodio "Giorni passati" per chiedere a Dashi di creare un'altra scatola rompicapo per imprigionare Wuya.

## Doppiaggio
| Personaggio      | Voce originale           | Voce italiana       |
| ---------------- | ------------------------ | ------------------- |
| Omi              | Tara Strong              | Davide Garbolino    |
| Raimundo Pedrosa | Tom Kenny                | Luca Ghignone       |
| Kimiko Tohomiko  | Grey DeLisle             | Anna Lana           |
| Clay Bailey      | Jeff Bennett             | Andrea Zalone       |
| Dojo             | Wayne Knight             | Mario Brusa         |
| Maestro Fang     | René Auberjonois         | Donato Sbodio       |
| Narratore        | ?                        | Donato Sbodio       |
| Jack Spicer      | Danny Cooksey            | Oliviero Cappellini |
| Wuya             | Susan Silo               | Cristina Giolitti   |
| Chase Young      | Jason Marsden            | Gianluca Iacono     |
| Panda Bubba      | Kevin Michael Richardson | Riccardo Lombardo   |
| Katnappe         | Jennifer Hale            | Sonia Mazza         |

## Errori
- Nell’episodio 12 “Mala Mala Jong”, Wuya e Jack Spicer assemblano un potente demone guerriero dal nome Mala Mala Jong animato dal Cuore di Jong utilizzando i seguenti Shen Gong Wu: Elmo di Jong, Tunica Salvavita, Terzo Braccio, Pugno di Tebigong, Occhio di Dashi, Stivali a Reazione e Cortina d’Ombra. Si tratta di un errore poiché la Cortina d’Ombra, almeno fino all’episodio precedente, si trovava ancora al Tempio Xiaolin (come esclama la stessa Kimiko), per cui non è noto come Wuya e Spicer ne siano entrati in possesso.
- Nell'episodio 14 "L'incontro nel passato" quando Omi ritorna nel passato per incontrare il maestro Dashi (dopo che ha imprigionato Wuya nel suo tempo), il tempio Xiaolin è ancora in fase di costruzione. Ma nell'episodio finale "Viaggio nel tempo Parte 2", quando Omi ritorna nuovamente indietro nel tempo, durante la battaglia con Wuya. Il tempio risulta già completamente costruito.
- Nell'episodio 17 "Gli occhiali di cristallo", si rivela la cosiddetta "Miniera degli Shen Gong Wu", quando però i guerrieri Xiaolin e Jack Spicer vanno nel giacimento, si notano il Lasso Boa Boa e i Sandali GambaLunga. Non dovrebbero trovarsi lì poiché verranno rivelati in maniera separata più avanti.
- Nell'episodio 19 "Piccolo grande Omi", Omi si rimpicciolisce accidentalmente con le bacchette mutanti, allora gli apprendisti Xiaolin sono costretti a recuperare lo specchio invertente per invertirne l'effetto e farlo tornare normale. Eppure in altri episodi le bacchette mutanti vengono utilizzate più volte per ritornare grandi anche senza lo specchio invertente.
- Nell'episodio 24 "Zuppa di drago" il maestro Guan baratta Dojo per riavere la sua lancia da Chase Young. Eppure nella puntata 46 mostra ai monaci di possederne in realtà più di 300.
- Nell'episodio 38 "La profezia si avvera" Jack Spicer imprigiona i guerrieri Xiaolin per ottenere l'accesso alla cripta degli Shen Gong Wu. Eppure in svariate puntate i cattivi riescono tranquillamente ad aprire la cripta senza alcuna combinazione.